# Kolejowa wieża ciśnień w Katowicach
Kolejowa wieża ciśnień w Katowicach − dawna wieża ciśnień znajdująca się terenie głównej stacji kolejowej w katowickiej dzielnicy Śródmieście, przy wschodnim krańcu peronu drugiego.
Ma 30 metrów wysokości, zbudowana z cegły. Przed II wojną światową w tym samym miejscu stała wcześniejsza. Obecną ukończono w 1951. Do połowy lat 70. zaopatrywała w wodę węzeł kolejowy i okoliczne zabudowania. W wieży znajdują się pomieszczenia dla konduktorów i dyżurnych ruchu oraz posterunek zapowiadających pociągi.
PKP S.A. pod koniec maja 2015 ogłosiło plany zagospodarowania wieży wodnej. Według nich wieża ta ma pełnić na najwyższych kondygnacjach funkcje gastronomiczne, a w poniższych biurowe, w tym pomieszczenia socjalne dla przewoźników kolejowych oraz różnego typu usługi specjalistyczne, jak galerie sztuki czy pracownie architektoniczne.